# Pickering (Ontario)
Pickering ist eine Stadt am Ontariosee in der Provinz Ontario, Kanada, etwa 31 km nordöstlich von Toronto, mit 91.771 Einwohnern (Stand: 2016). Sie liegt im Golden Horseshoe, der zentralen Industrieregion Kanadas.
Pickering ist Teil des Gebiets rund um Toronto und der regionalen Gemeinde von Durham. Pickering grenzt im Westen an Toronto und im Osten an die Stadt Ajax.
Im westlichen Stadtgebiet liegen Teile des Rouge-Nationalparks. Der nördliche Teil der Gemeinde wird von der in Ost-West-Richtung verlaufende Hügelkette der Oak Ridges-Moräne durchzogen.

## Wirtschaft
Pickering ist der Standort des Kernkraftwerk Pickering, welches mit acht Reaktoren eine Kapazität von 4.124 Megawatt besitzt. Das Kernkraftwerk ging 1971 in den Betrieb und wird als größter örtlicher Arbeitgeber von der Ontario Power Generation betrieben. Im Jahr 2001 wurde ein Windpark für Stromerzeugung in unmittelbarer Nähe des Atomkraftwerks in Betrieb genommen.
In Pickering befinden sich viele Unternehmen des produzierenden Gewerbes. Ein großes Unternehmen ist Yorkville Sound, welches Audio Equipment in Pickering entwickelt und im Werk produzieren lässt. Die Hauptniederlassung von Purdue Pharma Canada, einem US-Pharmaunternehmen befindet sich in der Stadt. Ein weiteres größere Unternehmen ist Hubbell Canada, welches elektrische Komponenten herstellt. Die Lenbrook-Group mit Hauptsitz in Pickering, ist ein großer Audio und Hifi Hersteller und entwickelt und vertreibt unter den Marken NAD Electronics und PSB-Speakers seine Produkte weltweit. Ein großes Wasseraufbereitungsunternehmen die Eco-Tec Inc. hat seine Zentrale in Pickering.
Weitere wichtige Wirtschaftsbereiche sind der Tourismus und das Dienstleistungsgewerbe.

## Verkehr

Stau auf dem Ontario Highway 401 in der Nähe von Pickering.

Der öffentliche Personennahverkehr wird seit 2001 von Pickering Transit betrieben. Pickering Transit verschmolz sich
mit Ajax Transit zusammen und treten seitdem als Ajax Pickering Transit Authority auf.
Der stark befahrene und wichtige Ontario Highway 401 verläuft quer durch den Ort.

## Filmproduktionen
Pickering ist sehr beliebt als Drehort für verschiedene Filme und Serien. In den vergangenen Jahren wurden u. a. folgende Filme und Serien in Pickering gedreht.:
- 1957 die CBC und US-amerikanische Westernshow Hawkeye and the Last of the Mohicans.
- 1994 wurde die Komödie The Ref mit Denis Leary und Kevin Spacey am Hafen von Pickering gedreht.
- 1995 wurde der Familien/Abenteuerfilm Salt Water Moose mit Timothy Dalton und Lolita Davidovitch in der Hafengegend gedreht.
- 1998 wurde der Komödie/Action-Film The Big Hit mit Mark Wahlberg, Lou Diamond Phillips, Avery Brooks, Christina Applegate dort gedreht.
- 2001 wurde die kanadische Serie Paradise Falls in der Stadt gedreht.
- 2008 wurde die Komödie/Familiensoap Jimmy in Pickering in der Nähe der Dunbarton High School gedreht.

Das Pickering Museum Village diente als Drehkullise für mehrere Filme: Das Mädchen aus der Stadt, Little Men, Anne auf Green Gables und Lantern Hill.

## Söhne und Töchter der Stadt
- Denis T. O’Connor (1841–1911), Erzbischof von Toronto
- Daniel David Palmer (1845–1913), Begründer der Chiropraktik
- Eli Franklin Burton (1879–1948), Physiker
- Glenn Healy (* 1962), Eishockeytorwart und -funktionär
- Sean Avery (* 1980), Eishockeyspieler
- T. J. Kemp (* 1981), Eishockeyspieler
- Andrea Lewis (* 1985), Schauspielerin und Sängerin
- Jaime Peters (* 1987), Fußballspieler
- Mary Berg (* 1989), TV-Köchin
- Andy Andreoff (* 1991), Eishockeyspieler
- Drake Caggiula (* 1994), Eishockeyspieler
- Brayden Schnur (* 1995), Tennisspieler
- Dayne St. Clair (* 1997), Fußballspieler
- Shawn Mendes (* 1998), Sänger

Geburtsdatum unbekannt
- Kim DeLonghi, Schauspielerin und Filmproduzentin